# FKルフ・ブレスト
FKルフ・ブレスト（ロシア語: Футбольный клуб «Рух»）は、ベラルーシのブレスト州ブレストをホームタウンとするサッカークラブである。

## 歴史
2016年にディナモ・ブレストのファンクラブを基にして、アマチュアクラブとして再創設された。
2017年にブレスト州の選手権に参加して銀メダルを獲得した。同年11月にディナモ・ブレストのファームクラブとなり、セカンドリーグに参加した。
2018年にセカンドリーグで優勝して、ファーストリーグに昇格した。同年12月31日にディナモ・ブレストとの契約期間が満了し、ファームクラブではなくなった。
2019年にファーストリーグで3位になり、プレミアリーグで14位に終わったドニャプロ＝MCHZとの入れ替え戦に出場した。第1戦は2-1で勝利、第2戦は1-2で敗れて2試合合計スコアで並んだが、PK戦で5-4で勝利してプレミアリーグに昇格した。この結果、ベラルーシサッカーの歴史で初めてブレストの2つのクラブが最上位リーグに参加することになった。

## 獲得タイトル

### 国内タイトル
- ベラルーシ・セカンドリーグ：1回
  - 2018

### 国際タイトル
- なし

## 過去の成績
| シーズン | ディビジョン     | ディビジョン | ディビジョン | ディビジョン | ディビジョン | ディビジョン | ディビジョン | ディビジョン | ディビジョン | ベラルーシ・カップ |
| シーズン | リーグ           | 試           | 勝           | 分           | 敗           | 得           | 失           | 点           | 順位         | ベラルーシ・カップ |
| -------- | ---------------- | ------------ | ------------ | ------------ | ------------ | ------------ | ------------ | ------------ | ------------ | ------------------ |
| 2018     | セカンドリーグ   | 28           | 23           | 4            | 1            | 87           | 16           | 73           | 1位          |                    |
| 2019     | ファーストリーグ | 28           | 15           | 11           | 2            | 65           | 26           | 56           | 3位          | ベスト16           |
| 2020     | プレミアリーグ   | 30           | 11           | 11           | 8            | 57           | 38           | 44           | 8位          | ベスト32           |
| 2021     | プレミアリーグ   | 30           | 16           | 10           | 4            | 52           | 28           | 58           | 5位          | ベスト16           |
| 2022     | プレミアリーグ   |              |              |              |              |              |              |              | 位           | ベスト16           |

## 歴代所属選手
- ゲオルゲ・アンドロニク 2020